# Кузнецова, Лариса Андреевна
Лари́са Андре́евна Кузнецо́ва (род. 1959) — советская и российская актриса театра и кино, Заслуженная артистка России (1998).

## Биография
Лариса Кузнецова родилась 25 августа 1959 года. Окончила ГИТИС, мастерская Олега Табакова.
С 1980 года — актриса театра имени Моссовета.
«Актрисе Театра им. Моссовета Ларисе Кузнецовой было всего девятнадцать, когда она попала в большое кино. Студентка курса (до этого — воспитанница студии) Олега Табакова в ГИТИСе начинала карьеру с роли в фильме Никиты Михалкова „Пять вечеров“. Рядом с ней на съемочной площадке были Людмила Гурченко, Станислав Любшин, Валентина Теличкина, Игорь Нефедов и Александр Адабашьян. Такой старт не только многое обещал, но и задавал высокий уровень. Тем более что её первый кинорежиссёр убеждал, что степень дарования дебютантки требует постановки фильмов „на неё“. В ожидании достойных предложений Лариса сыграла эпизоды ещё в трех фильмах Михалкова, отказавшись ради этого даже от роли героини в ставшем абсолютным шлягером фильме „Вам и не снилось“ (именно после удачных проб Кузнецовой её очки перекочевали на нос сыгравшей Катю Татьяны Аксюты). Результатом такой разборчивости стало практически отсутствие фильмографии. А в Театре им. Моссовета, где талант и темперамент актрисы были востребованы в большей степени, её называют Андрониковым — так талантливо, образно и „от первого лица“ говорит она на любую тему, иногда с излишней прямотой, зато подкупающе искренне».

## Творчество

### Роли в театре
- 2006 — «Кавалеры» по мотивам комедии Карло Гольдони «Хитроумная вдова». Режиссёр: Юрий Ерёмин — Мари[3]
- 2006 — «Предбанник» Игоря Вацетиса. Режиссёр: Сергей Юрьский — Лара Па́рковка
- 2007 — «Мой бедный Марат» Алексея Арбузова. Режиссёр: Андрей Житинкин — Лика
- 2009 — «Дядя Ваня» А. П. Чехова. Режиссёр: Андрей Кончаловский — Марина

### Роли в кино
- 1978 — Пять вечеров — Катя, телефонистка, подруга Славика
- 1979 — Тот самый Мюнхгаузен — дама на празднике
- 1980 — Незваный друг — Танюша
- 1981 — Бедная Маша — Зина
- 1981 — Будем ждать, возвращайся — Томка
- 1981 — Родня — Лара, спутница Тасика в ресторане
- 1982 — Время для размышлений — Катя
- 1983 — Сашка — Зина
- 1984 — Институт бабушек — Алла
- 1986 — Очи чёрные — Зина, жена предводителя дворянства
- 1986 — Рядом с вами
- 1986 — Катастрофа
- 1987 — Рыжая фея
- 1988 — Дорогое удовольствие — Люся Кравцова (жена главного героя, микробиолог)
- 1989 — Катала — беззубая проститутка
- 1991 — Как хорошо, когда… (короткометражный)
- 1991 — По Таганке ходят танки — Галя
- 1991 — Урга — территория любви — Марина, жена Сергея
- 1995 — Человек за ширмой
- 1997 — Анна Каренина — Агаша
- 1998 — Репетиция с Арнольдом (короткометражный)
- 2001 — Наследницы — Лена
- 2002 — Мишель
- 2002 — Упасть вверх
- 2003 — Здравствуй, столица! — Верочка
- 2004 — 32 декабря — Вера
- 2005 — Атаман — Таська
- 2006 — Король Лир — Регана
- 2008 — Галина — Пациентка
- 2009 — Дольше века — Людмила
- 2010 — Дядя Ваня — Марина
- 2010 — Зворыкин Муромец (документальный) — Катюша Зворыкина
- 2010 — Зоя
- 2017 — Чистосердечное признание — Лариса Аркадьевна

## ТВ
2000—2001 — КОАПП (ОРТ) — Мартышка